# 台灣意美汽車

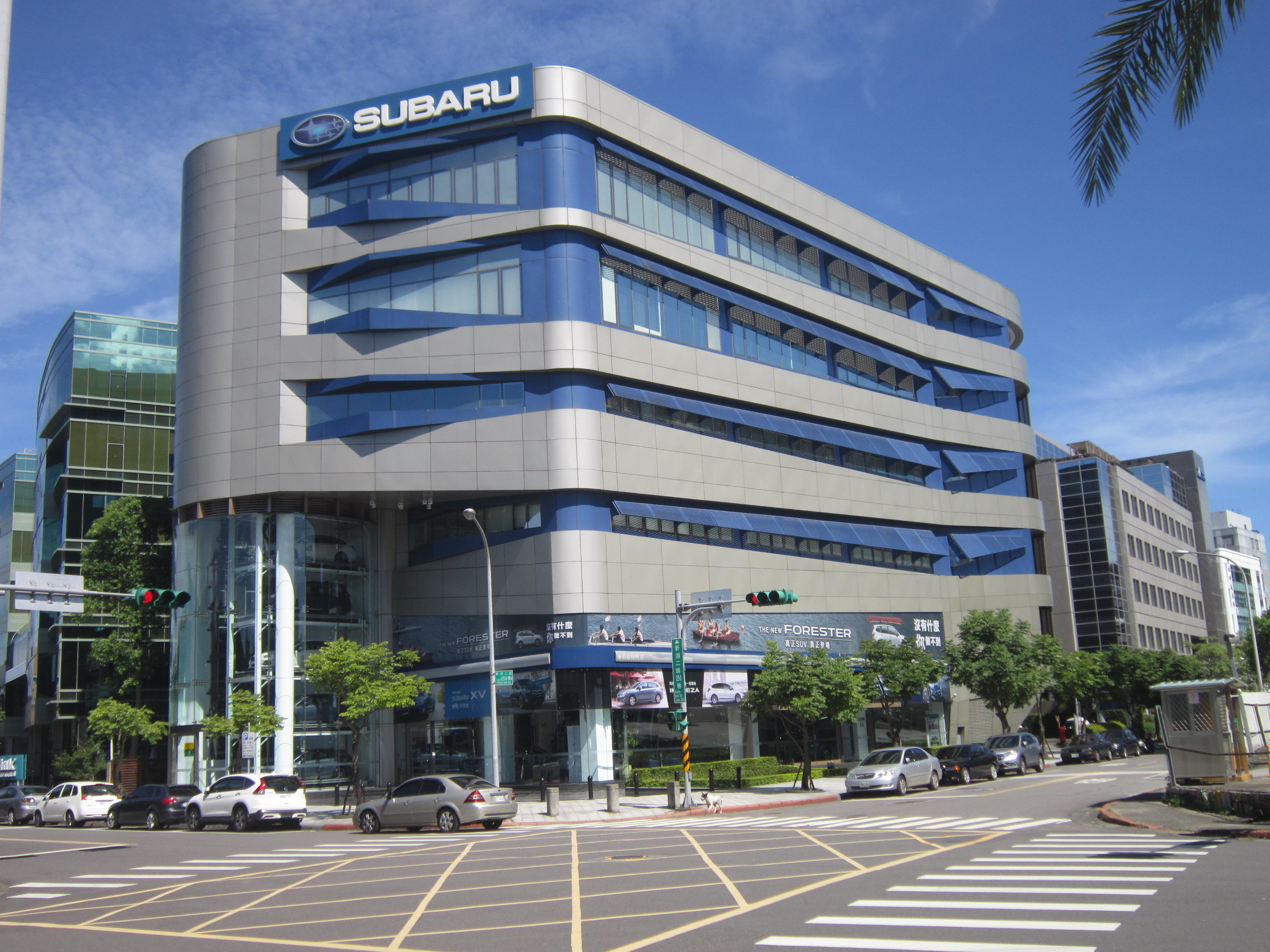
內湖展示中心外觀

台灣意美汽車股份有限公司乃於2006年2月17日由新加坡陳唱國際旗下的英屬維京群島商意美國際有限公司轉投資成立，為日本速霸陸汽車的臺灣總代理。

## 公司沿革
1980年代起在臺灣代理速霸陸汽車的大慶汽車，因該地市場的需求逐漸低迷萎縮，長期被負債纏身，黯然退出市場。2002年4月1日，富士重工業直接在臺灣成立子公司「台灣速霸陸股份有限公司」（英文全名「Subaru of Taiwan Co., Ltd.」，縮寫成「SOT」），採進口方式引進速霸陸車種。2006年，隸屬於新加坡陳唱國際旗下的意美集團（Motor Image Enterprises Pte Ltd.）向富士重工業取得速霸陸臺灣地區總經銷權，並轉投資成立「台灣意美汽車股份有限公司」；翌年11月，台灣意美汽車於臺北市內湖區成立旗艦展示中心，而該公司引進的第一款車種為速霸陸Impreza WRX。
由於沒有設立工廠，台灣意美汽車採整車進口之方式，陸續引進速霸陸Legacy、速霸陸Forester、速霸陸XV、速霸陸BRZ等車種。至2012年為止，台灣意美汽車已經建置14個營業據點；由於業績成長，該公司計畫在2013年底前完成20個據點。

## 爭議
2013年7月發生《Go車誌》因報導速霸陸車款的內裝採環保材質，因而與消費者發生消費糾紛的負面新聞，該媒體反而遭到台灣意美汽車的封殺。

## 關係企業
- 母公司：陳唱國際
- 英屬維京群島商意美國際有限公司

## 內部連結
- 陳唱國際
- 三富汽車
- 大慶汽車

## 外部連結
- 官方網站 （页面存档备份，存于）